# Троглодити
Троглодити (грч. τρωγλοδύτης = становници пећине) је назив за људе који станују по пећинама (шпиљама). У античким изворима, понекад племенски назив за пећинске становнике на обалама Црвеног мора, Арабије, Индије и неких других подручја. У пренесеном значењу, људи груби, примитивни, на ниском степану културе, или људи који живе и понашају се као примитивци.
Троглодизам је обичај становања по пећинама веома раширен у палеолиту. Многа примитивна племена у Аустралији и Меланезији живе још и данас у пећинама. У многим случајевима, међутим, није реч о природним пећинама, него у заклонима вештачки издубљеним у стени. У таквим заклонима живе још и данас многи Бербери у северној Африци.